# Elizabeth Hart Thwaites
Elizabeth Hart Thwaites (1772 Hóa1833) là một nhà văn người Antigua chuyên viết về tiểu sử và lịch sử Phong trào giám lý, nhà lãnh đạo tôn giáo, và người theo chủ nghĩa bãi bỏ, người làm việc chặt chẽ với chị gái của bà, Anne Hart Gilbert. Hai người phụ nữ, làm việc trong nhà thờ Giám lý đã trở thành hai trong số những nhà văn nữ đầu tiên ở Caribbean và là nhà giáo dục đầu tiên về nô lệ và người da đen tự do ở vùng biển Caribbean. Hai chị em là những người phản đối nô lệ và ủng hộ giáo dục phụ nữ và giải phóng hoàn toàn, và chọn năm 1786 để phá vỡ quy tắc xã hội bằng cách trở thành những người theo Phong trào Giám lý báp têm, từ bỏ cuộc sống thoải mái và kết hôn với những người truyền giáo của Phương pháp.

## Tiểu sử
Elizabeth Hart được sinh ra vào năm 1772 bởi Barry Conyer Hart, một chủ đồn điền và nô lệ da đen giàu có, một năm trước khi sinh Anne Hart.  Elizabeth và Anne được sinh ra trong một gia đình nhỏ nhưng giàu có và quyền lực của giới quý tộc Anh giáo. Conyers Hart, là một nô lệ được giải phóng, luôn đối xử nhân đạo cho những người nô lệ của mình, người mà ông không muốn trừng phạt, và giúp họ bất cứ khi nào ông có thể có những thứ như sự phóng thích các giấy tờ mà không thu phí. Vì lập trường xã hội cao, Conyers Hart đã có thể đảm bảo một nền giáo dục đàng hoàng cho các con gái của mình.

### Trích dẫn
1. 1 2  Friesen, Lexi (ngày 11 tháng 3 năm 2015). "Women's History Month: Anne and Elizabeth Hart". cbeinternational.org. CBE International. Truy cập ngày 20 tháng 11 năm 2017.
2. ↑  Ferguson 1998, tr. 1.
3. ↑  M'Baye 2010, tr. 144.
4. ↑  Mendez, Cueto & Rodríguez 2003, tr. 198.
5. ↑  Moore, Brooks & Wigginton 2012, tr. 299.
6. ↑  O'Callaghan 2004, tr. 181.
7. ↑  Ferguson 1993, tr. 9.